# Falconer (roman)
Pour les articles homonymes, voir Falconer.
Falconer (titre original : Falconer) est un roman de l'écrivain américain John Cheever, publié en 1977.

## Résumé
Ezekiel Farragut, professeur d'université et toxicomane, purge sa sentence à la prison d'État de Falconer pour le meurtre de son frère. Il lutte pour conserver un reste d'humanité dans le dur milieu carcéral et amorce une relation affective avec un autre prisonnier.

## Réception
Kirkus Reviews qualifie le roman de Cheever d'« instrument incroyablement flexible » et le résume comme « une solution solide - une déclaration de la condition humaine, une parabole du salut ». La critique du New York Times, Joan Didion écrit quant à elle: « À première vue, "Falconer" semble être un roman conventionnel de crime, de châtiment et de rédemption - l'histoire d'un homme qui tue son frère, va en prison pour cela et s'évade, changé pour le mieux - et pourtant le "crime" dans ce roman n'a pas plus de rapport avec la « punition » que la punition n'en a avec la rédemption. La surface ici brille et trompe. Les causes et les effets sont plus profonds. »
Le magazine Time inclut le roman dans sa liste des 100 meilleurs romans de 1923 à 2005.